# Ed Elisian
Edward Gulbeng „Ed Elisian“ Eliseian (* 9. Dezember 1926 in Oakland, Kalifornien; † 30. August 1959 in Milwaukee, Wisconsin) war ein US-amerikanischer Autorennfahrer.

## Karriere
Elisian startete zwischen 1953 und 1959 in 43 Rennen der AAA-/USAC-National-Serie. Sein bestes Resultat war ein dritter Platz, den er 1959 in Langhorne auf einem Kurtis Kraft einfuhr.
Bei den 500 Meilen von Indianapolis stand er fünf Mal am Start, konnte das Rennen aber nie beenden. Da das Rennen von 1950 bis 1960 zur Weltmeisterschaft der Formel 1 gehörte, stehen bei ihm fünf Grand-Prix-Starts in der Statistik.
Elisian war in seiner Karriere in vier fatale Unfälle verwickelt, die seinen Ruf nachhaltig schädigten. Der Vierte verlief für ihn selbst tödlich.
Bei den 500 Meilen von Indianapolis 1955 stoppte er seinen Wagen nach dem Feuerunfall von Bill Vukovich, um diesem zu Hilfe zu kommen. Der Versuch blieb erfolglos, Vukovich starb im Wrack seines Rennwagens. Elisian ist damit bis heute der einzige Fahrer in der Geschichte der 500 Meilen der sein Fahrzeug ohne Beschädigung oder Defekt anhielt, um einem anderen Fahrer Hilfe zu leisten. Nach dem Rennen erntete er den Zorn seines Teambesitzers, bekam aber wenige Wochen später den Sportsmanship Award für seine heldenhafte Tat verliehen.
1958 startete er bei den 500 Meilen zwischen Dick Rathmann und Jimmy Reece aus der ersten Startreihe. Noch in der ersten Runde, in Turn 3, drehte sich Elisian in den unter ihm fahrenden Rathmann und löste dadurch einem Massenunfall aus, in den 15 Fahrzeuge verwickelt waren. Pat O’Connor fuhr dabei auf den Boliden von Reece auf, sein Wagen überschlug sich mehrmals (Augenzeugen sprachen später von einem Luftstand von 15 Metern) und blieb mit den Rädern nach oben nach Turn 4 auf der Rennstrecke liegen. Das Fahrzeug ging sofort in Flammen auf und Tausende mussten mit ansehen, wie O’Connor hilflos in seinem Kurtis Kraft verbrannte. Mediziner gaben nach dem Rennen bekannt, dass er wahrscheinlich schon vorher seinen Verletzungen erlegen war. Die USAC leitete eine Untersuchung ein und Elisian wurde beschuldigt, den fatalen Unfall ausgelöst zu haben. Als Gerüchte aufkamen, er habe unbedingt die erste Runde anführen wollen, da ein Syndikat große Summen darauf gewettet hatte, wurde Elisian von der gesamten Renngemeinde gemieden.
Im Juni 1958 war Elisian in einen weiteren Massenunfall bei einem Sprint-Car-Rennen auf dem New Bremer Speedway in Saint Marys (Ohio) involviert, bei dem Jim Davis den Tod fand. Obwohl Elisian keine Schuld an dem Unfall traf, wurde die Ablehnung gegen ihn stärker.
Im August 1959 fuhr Elisian das AAA-National-Rennen in Milwaukee. In der 29. Runde hatte er einen Unfall, als er sich auf dem Öl, das A. J. Foyt vor ihm verloren hatte, drehte. Der Christianson-Offenhauser schlug in die Mauer ein und fing Feuer. Neun Minuten dauerte es, bis die Feuerwehr die Flammen löschen konnte, Elisian hatte keine Chance zu überleben. Auch hier kamen nach dem Rennen das böse Gerücht auf, die anderen Fahrer hätten die Feuerwehr behindert, rechtzeitig an den Unfallort zu kommen.

## Statistik

### Indy-500-Ergebnisse
| Jahr | Startnr. | Start | Qual (km/h) | Ergebnis | Runden | Führung | Ausfall           |
| ---- | -------- | ----- | ----------- | -------- | ------ | ------- | ----------------- |
| 1954 | 27       | 31    | 221,732     | 182      | 148    | 0       | Übergabe an Scott |
| 1954 | 68       | DNQ   |             |          |        |         |                   |
| 1955 | 25       | DNQ   |             |          |        |         |                   |
| 1956 | 10       | 14    | 227,509     | 232      | 123    | 0       | Übergabe an Russo |
| 1957 | 83       | 7     | 228,136     | 29       | 51     | 0       | Getriebe          |
| 1958 | 5        | 2     | 234,814     | 28       |        | 0       | Unfall            |

| Legende  | Legende            | Legende                                                          |
| Farbe    | Abkürzung          | Bedeutung                                                        |
| -------- | ------------------ | ---------------------------------------------------------------- |
| Gold     | –                  | Sieg                                                             |
| Silber   | –                  | 2. Platz                                                         |
| Bronze   | –                  | 3. Platz                                                         |
| Grün     | –                  | Platzierung in den Punkten                                       |
| Blau     | –                  | Klassifiziert außerhalb der Punkteränge                          |
| Violett  | DNF                | Rennen nicht beendet (did not finish)                            |
| Violett  | NC                 | nicht klassifiziert (not classified)                             |
| Rot      | DNQ                | nicht qualifiziert (did not qualify)                             |
| Rot      | DNPQ               | in Vorqualifikation gescheitert (did not pre-qualify)            |
| Schwarz  | DSQ                | disqualifiziert (disqualified)                                   |
| Weiß     | DNS                | nicht am Start (did not start)                                   |
| Weiß     | WD                 | zurückgezogen (withdrawn)                                        |
| Hellblau | PO                 | nur am Training teilgenommen (practiced only)                    |
| Hellblau | TD                 | Freitags-Testfahrer (test driver)                                |
| ohne     | DNP                | nicht am Training teilgenommen (did not practice)                |
| ohne     | INJ                | verletzt oder krank (injured)                                    |
| ohne     | EX                 | ausgeschlossen (excluded)                                        |
| ohne     | DNA                | nicht erschienen (did not arrive)                                |
| ohne     | C                  | Rennen abgesagt (cancelled)                                      |
| ohne     | keine WM-Teilnahme |                                                                  |
| sonstige | P/fett             | Pole-Position                                                    |
| sonstige | 1/2/3/4/5/6/7/8    | Punktplatzierung im Sprint-/Qualifikationsrennen                 |
| sonstige | SR/kursiv          | Schnellste Rennrunde                                             |
| sonstige | *                  | nicht im Ziel, aufgrund der zurückgelegten Distanz aber gewertet |
| sonstige | ()                 | Streichresultate                                                 |
| sonstige | unterstrichen      | Führender in der Gesamtwertung                                   |